# Waloddi Weibull

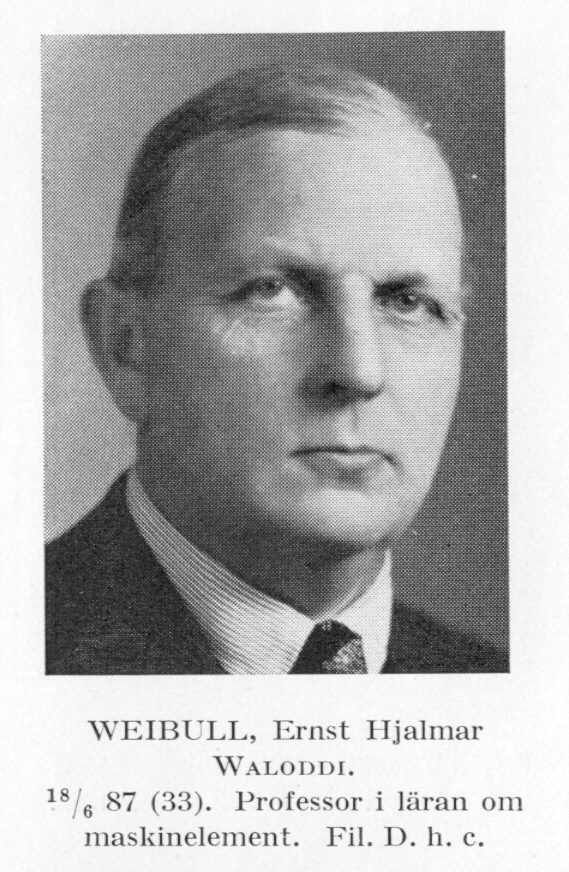
Waloddi Weibull

Ernst Hjalmar Waloddi Weibull (* 18. Juni 1887 in Vittskövle; † 12. Oktober 1979 in Annecy) war ein schwedischer Bauingenieur, Werkstoffwissenschaftler und Mathematiker.

## Ausbildung
1904 kam er als Seekadett zur schwedischen Küstenwache, wo er sich bis zum Major (1940) hocharbeitete. Während seiner Dienstjahre besuchte Weibull die Königlich Technische Hochschule Stockholm, die er 1924 absolvierte. Später, im Jahr 1932, erlangte Weibull den Doktorgrad an der Universität Uppsala.

## Wissenschaftliche Beiträge und Werdegang
Während mehrerer Expeditionen auf dem Forschungsschiff Albatross im Jahr 1914 im Mittelmeer, der Karibik und dem Pazifischen Ozean verfasste Weibull eine erste Publikation zur Ausbreitung von Explosionsdruckwellen und entwickelte eine Methode, um unter Anwendung von Explosionsquellen Mächtigkeiten von Sedimenten und der Beschaffenheit des Meeresbodens zu untersuchen. Die Methode der Seeseismik findet noch heute in der Erdölexploration Anwendung.
1941 erhielt Weibull eine Professur für technische Physik an der Königlichen Technischen Hochschule Stockholm. Er verfasste diverse Abhandlungen und Veröffentlichungen, z. B. in den Gebieten Materialfestigkeit, Materialermüdung oder Bruchverhalten von Festkörpern. Seine bekannteste Forschungsarbeit befasst sich mit der nach ihm benannten Weibull-Verteilung, die sich etwa im Zusammenhang mit Fragestellungen zur Festigkeit und Materialermüdung spröder Werkstoffe, zum Ausfall elektronischer Bauteile oder auch in statistischen Untersuchungen von Windgeschwindigkeiten als sehr nützlich erweist.
Für seine statistische Theorie über die mechanischen Eigenschaften von Metallen erhielt er 1940 den Polhem-Preis.

## Privates
Weibull stammte aus einer Familie, die eng mit Schonen verbunden war. Er war ein Cousin der Historikerbrüder Carl Gustaf, Lauritz und Curt Weibull, deren Vater Martin Weibull war. Weibull starb 92-jährig am 12. Oktober 1979 in Annecy, Frankreich.